# 林跳鼠
林跳鼠（Eozapus setchuanus），囓齒目跳鼠科林跳鼠屬的唯一一種，分佈在中國的青海、甘肅、寧夏、陝西、四川和雲南海拔3000-4000米的溫帶森林中。由於棲息地的大量破壞，該物種的生存受到威脅。